# Хусейнов, Зелимхан Теждиевич
Зелимха́н Теждиевич Хусе́йнов (Гусейнов) (род. 13 июля 1981, Хасавюрт, Дагестанская АССР) — российский и азербайджанский борец вольного стиля, чемпион Европы, призёр чемпионатов мира, 2-кратный обладатель Кубка мира.

## Спортивные результаты
- Чемпионат России по вольной борьбе 1999 года — ;
- Чемпионат России по вольной борьбе 2000 года — ;

### За Россию
- Чемпионат мира 2001 года в Софии (Болгария) — 8-е место;
- Чемпионат мира 2001 года среди юниоров в Ташкенте — .

### За Азербайджан
- Олимпийские Игры 2008 года в Пекине — 5-е место;
- 2010 — Победитель Международного турнира «Анри Деглан» в Ницце (Франция)[1].

На Олимпиаде Хусейнов в первой схватке в 1/16 финала уступил российскому борцу, победителю этой Олимпиады Мавлету Батирову. В утешительных схватках Хусейнов победил кубинца Яндро Кинтана и македонца Мурада Рамазанова, проиграл иранцу Мораду Мохаммади и занял итоговое 5-е место.

## Тренерская деятельность
Одним из его учеников является чемпион мира, призёр чемпионатов России, обладатель Кубка мира и Межконтинентального кубка Зелимхан Абакаров.
Зелимхан первый тренер Ибрагима Ильясова — чемпиона мира среди военнослужащих.
27 марта 2024 года на заседании исполкома Федерации спортивной борьбы России был утверждён главным тренером юниорской сборной страны по вольной борьбе U-20.